# 마텔 아쿠아리우스
아쿠아리우스(Aquarius)는 1983년에 출시된 마텔의 마이크로컴퓨터이다. 라도핀(Radofin)이 설계하고 마텔 일렉트로닉스가 1983년에 출시한 가정용 컴퓨터이다. 자일로그 Z80 마이크로프로세서를 기반으로 하는 이 시스템은 고무 치클릿 키보드, 4K RAM, ROM에 마이크로소프트 베이직의 일부를 갖추고 있다. 시청각 출력을 위해 텔레비전 세트에 연결하고 보조 데이터 저장을 위해 카세트 테이프 레코더를 사용한다. 40열 감열식 프린터, 4색 프린터/플로터, 300보드 모뎀 등 제한된 수의 주변 장치가 출시되었다. 아쿠아리우스는 출시된 지 불과 몇 달 만인 1983년 10월 단종되었다.